# Nguyễn Hoàng Mai
Nguyễn Hoàng Mai (sinh ngày 3 tháng 5 năm 1965) là một chính trị gia người Việt Nam. Ông hiện là đại biểu Quốc hội Việt Nam khóa 14 nhiệm kì 2016-2021, thuộc đoàn đại biểu quốc hội tỉnh Tiền Giang, Phó Chủ nhiệm Ủy ban về các vấn đề xã hội của Quốc hội, Chủ tịch Nhóm nghị sĩ hữu nghị Việt Nam - Algérie (Đại biểu chuyên trách: Trung ương). Ông đã trúng cử đại biểu Quốc hội năm 2016 ở đơn vị bầu cử số 2, tỉnh Tiền Giang gồm thành phố Mỹ Tho và các huyện: Tân Phước, Châu Thành.

## Xuất thân
Nguyễn Hoàng Mai sinh ngày 3 tháng 5 năm 1965 quê quán ở xã Long An, huyện Châu Thành, tỉnh Tiền Giang.
Ông hiện cư trú ở Số 281/58/3, phố Trương Định, phường Tương Mai, quận Hoàng Mai, thành phố Hà Nội.

## Giáo dục[4]
- Giáo dục phổ thông: 12/12
- Đại học chuyên ngành Tâm lý học
- Thạc sĩ Tâm lý học
- Cao cấp lí luận chính trị

## Sự nghiệp[5]
Ông gia nhập Đảng Cộng sản Việt Nam vào ngày 19/5/2000.
Khi ứng cử đại biểu Quốc hội Việt Nam khóa 14 vào tháng 5 năm 2016 ông đang là Ủy viên Ban thư ký Quốc hội, Vụ trưởng Vụ các vấn đề xã hội của Văn phòng Quốc hội, làm việc ở Vụ các vấn đề xã hội, Văn phòng Quốc hội Việt Nam.
Ông đã trúng cử đại biểu quốc hội năm 2016 ở đơn vị bầu cử số 2, tỉnh Tiền Giang gồm thành phố Mỹ Tho và các huyện: Tân Phước, Châu Thành, được 228.159 phiếu, đạt tỷ lệ 53,93% số phiếu hợp lệ.
Ông hiện là Phó Chủ nhiệm Ủy ban về các vấn đề xã hội của Quốc hội, Chủ tịch Nhóm nghị sĩ hữu nghị Việt Nam - Algérie (Đại biểu chuyên trách: Trung ương).
Ông đang làm việc ở Vụ các vấn đề xã hội, Văn phòng Quốc hội.